# Comunicació entre processos
La comunicació entre processos, en anglès IPC (Inter-process Communication), és una funció bàsica dels sistemes operatius. Els processos poden comunicar-se entre ells mitjançant la compartició d'espais de memòria, ja siguin variables compartides o buffers, o mitjançant les eines proveïdes per les rutines d'IPC.